# Asociación de Salesianos Cooperadores
Asociación de Salesianos Cooperadores (ASSCC) es la forma organizativa de la rama laical fundada por Don Bosco en su experiencia del Oratorio de Turín como una forma de ofrecer el sistema preventivo a los jóvenes necesitados por medio de personas que sin ser religiosos de vida consagrada, compartieran su preocupación por la formación del joven y la salvación de su alma. Don Bosco llamó en sus inicios a la ASC como Pia Unión de Cooperadores Salesianos y esta nació veinte años antes de la fundación de la Sociedad de San Francisco de Sales y el Instituto de las Hijas de María Auxiliadora, que conformarían las tres vertientes principales del núcleo central de la Familia Salesiana. Los salesianos cooperadores son laicos católicos que comparten la filosofía de Don Bosco y se vinculan a cualquiera de las distintas formas asociativas de la ASC en el mundo. Sacerdotes y obispos diócesanos pueden pertenecer a la ASC. 
Según un censo oficial de 2005, 26.703 personas de los cinco continentes estaban inscritas en la Asociación ese año. El Superior de la Asociación es, por expreso deseo de Don Bosco, el rector mayor de la Congregación Salesiana, el que tiene la función de animador y moderador supremo.

## Historia
Los salesianos cooperadores son en realidad la primera rama fundada por Don Bosco de la Familia Salesiana. Nace de la necesidad que tiene Don Bosco de obtener cooperadores para sacar adelante su sueño de brindar al muchacho abandonado, obrero, huérfano o en cualquier situación de riesgo, su ideal del sistema preventivo salesiano. 
La obra de Don Bosco nace en 1841 cuando el joven sacerdote de origen campesino se da cuenta de la realidad escabroza de los muchachos pobres de una Turín que comienza a vivir a plenitud su propia revolución industrial. Frente a este contexto, Don Bosco renuncia a la posibilidad de ganarse la vida como sacerdote al servicio de la oligarquía o de la naciente clase burguesa de la ciudad y prefiere abrir espacios para el desarrollo y formación de los muchachos que nadie cuidaba. Es así como nace su experiencia de oratorio, la cual genera el desdén de gran parte de la sociedad de su tiempo y de muchos miembros de la misma Iglesia que lo califican de loco.
Pero no todos asumen una actitud de rechazo frente a la propuesta del joven sacerdote que va por las calles con muchachos obreros, huérfanos y callejeros. Muchas personas comprenden el significado de la propuesta de Don Bosco sea desde un punto religioso, sea desde un punto social. Muchos de estos visionarios de la vida de Don Bosco serían abiertos cooperadores y estarían de su lado en los momentos más difíciles. Su propia madre, Margarita Occhiena, su director espiritual, José Cafasso y posteriormente grandes personalidades de la vida social y eclesiástica no sólo del Piamonte, sino de Europa y América Latina, se inscribirían en el proyecto educativo de Don Bosco. 
Por otra parte, Don Bosco inspiraría su método a la prominente figura del antiguo obispo de Annecy, san Francisco de Sales, cuyo carisma espiritual y amabilidad sellarían la experiencia educativa de Don Bosco como de tipo salesiana, es decir, bajo el patronato del santo doctor de la Iglesia.
Para Don Bosco, los salesianos cooperadores eran salesianos externos, es decir, que sin asumir los votos religiosos como lo sería para los salesianos sacerdotes, salesianos coadjutores y salesianas, vivirían a plenitud su carisma salesiano permaneciendo en la sociedad civil y llegando a aquellos sitios en donde los religiosos por su naturaleza no podrían llegar en beneficio de los jóvenes.

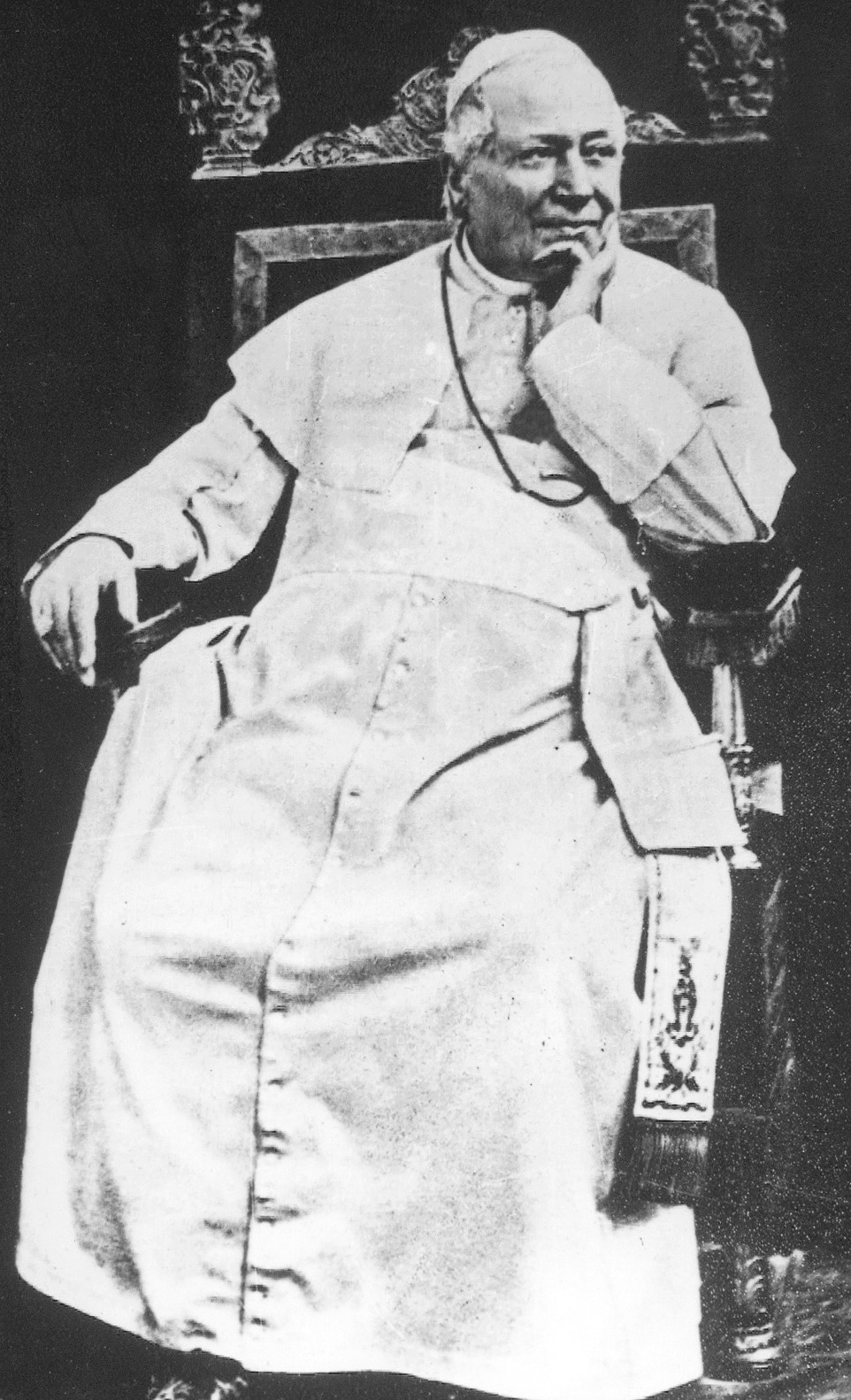
Pío IX, aprobó la asociación de salesianos cooperadores el 9 de mayo de 1876

El alto aprecio que Don Bosco tenía por los salesianos cooperadores queda demostrado en su inclusión dentro de las Constituciones de la Sociedad de San Francisco de Sales como parte de la Congregación, hecho este que fue rechazado por la Iglesia y que conduciría a que Don Bosco idee a los salesianos cooperadores como una rama separada. Las regulaciones de la Pía Sociedad de Cooperadores Salesianos (según el nombre original dado por el santo), fueron aprobadas el 9 de mayo de 1876 por Pío IX.
Para Don Bosco, el cooperador era otro salesiano a todo valor con la diferencia que estaba insertado en el mundo y para ser cooperador de Don Bosco el santo ponía casi las mismas exigencias que para el salesiano religioso: modestia en el vestir, frugal a la mesa, simple en el amueblamiento de su residencia, casto en el hablar y exacto en el cumplimiento de sus deberes.
También por deseo de Don Bosco, los salesianos cooperadores procuran ser salesianos insertados en la sociedad civil, conformando la rama laica de la Familia Salesiana. De esta forma su campo de acción es doble, por un lado son colaboradores de los salesianos en sus obras y por otro lado realizar obras salesianas allá dónde los salesianos y salesianas no pueden llegar. Los salesianos cooperadores viven con un estilo cristiano y salesiano en los distintos ámbitos de su vida cotidiana como son su familia y su trabajo. Para conseguirlo, Don Bosco les dejó escrito un Proyecto de Vida Apostólica que les ofrece un camino auténtico de santificación apostólica, según las exigencias de la Iglesia y del mundo actual.
La expansión de los salesianos cooperadores durante la vida de Don Bosco (1816 - 1888) fue incluso mayor que la de los salesianos y las salesianas: en 1888, a la muerte del santo, se contaban 80 mil cooperadores.
El segundo momento de importancia en la historia de los salesianos cooperadores vino con el Concilio Vaticano II que ocasionó una necesidad de actualizar su organización de tal manera que se adaptara a las nuevas normas eclesiales sin perder la fidelidad al fundador. En 1986 se presentan las nuevas regulaciones de la ASC por el padre Egidio Viganó, rector mayor de la Congregación Salesiana.

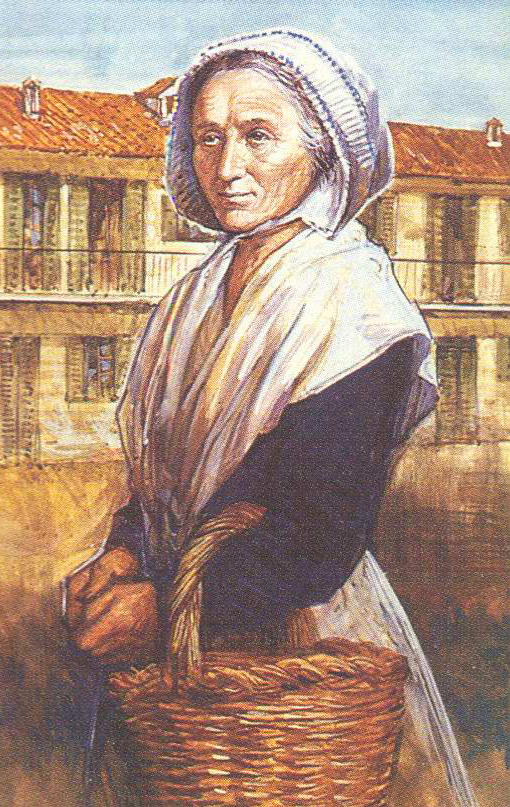
Margarita Occhiena está considerada la primera salesiana cooperadora.

Numerosas personalidades han llegado a ser salesianos cooperadores, entre ellas son de destacar algunos papas como Pío IX y León XIII, otros que han hecho carrera en la santidad dentro de la Iglesia Católica como Margarita Occhiena, Dorotea de Chopitea, Alejandrina de Balazar, Matilde Salem y Attillio Giordani. Otros como el padre Juan Borel, el Conde Charles Cays (después se hizo salesiano sacerdote) y el padre José Benito Cottolengo.

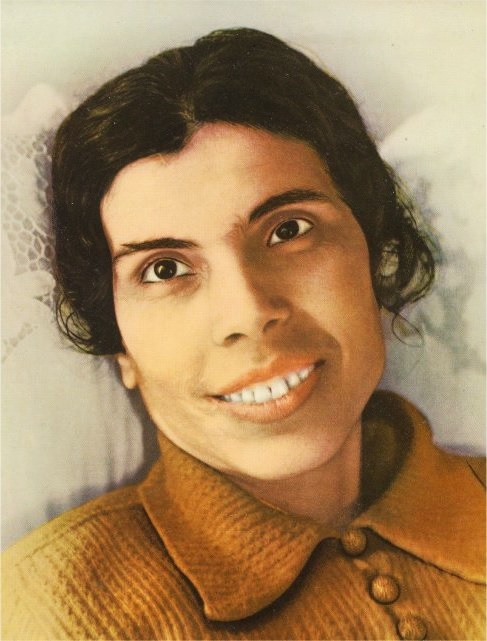
La Beata Alejandrina de Balazar fue una mística salesiana cooperadora.

## Identidad y apostolado
De acuerdo al Reglamento de 1886, los salesianos cooperadores son laicos, sacerdotes diocesanos y otros que poseen una madurez y riqueza humana, católicos que participan activamente de la vida de la Iglesia y que se sienten auténticos salesianos comprometidos con la obra educativa de Don Bosco. En las regulaciones, los salesianos cooperadores resaltan tres elementos como pilares de su identidad: vocación, carácter laical (aunque pueden pertenecer sacerdotes diocesanos) e identidad salesiana. 
Como salesianos externos (según la definición que de ellos hacía Don Bosco), los cooperadores tienen una gran apertura de acción en beneficio de la juventud más necesitada. Ante todo se presentan como testigo del Evangelio, animadores y colaboradores de la vida laical de la Iglesia y partícipes en todos los campos educativos en donde sea posible la aplicación del sistema preventivo como colegios, oratorios, espacios de la comunicación social y voluntariado, entre muchos otros. 
Los candidatos a la ASC deben aceptar un periodo de preparación que se conoce como formación y que sigue las directivas de cada región, inspectoría o agrupación afiliada a la ASC. Ante todo, el candidato debe ser una persona que se identifique a plenitud con el carisma de Don Bosco, es decir, que se preocupa de la educación y salvación del joven, especialmente de aquel que está en peligro o en situación de necesidad.

## Promesa del Salesiano Cooperador
Tras un proceso de formación que suele durar entre tres y cinco años, los aspirantes a salesianos cooperadores prometen para toda su vida seguir los ideales de Don Bosco con la siguiente fórmula:

Oh Padre, te adoro porque eres bueno y amas a todos.

Te doy gracias porque me has creado y redimido

porque me has llamado a formar parte de tu Iglesia

y en ella me has hecho conocer a la Familia apostólica de Don Bosco,

que vive para Ti al servicio de los jóvenes

y de las clases populares.

Atraído por tu Amor misericordioso,

quiero corresponder a él practicando el bien.

Por eso, después de una seria preparación,

PROMETO

esforzarme por vivir el Proyecto evangélico

de la Asociación de los Salesianos Cooperadores.

Así pues, me comprometo:

a ser fiel discípulo de Cristo en la Iglesia Católica;

a trabajar por tu Reino, especialmente en la promoción y salvación de los jóvenes;

a profundizar y dar testimonio del espíritu salesiano;

a colaborar, en comunión de Familia, con las iniciativas apostólicas de la Iglesia local.

Dame, Padre, la fuerza de tu Espíritu, para que sepa ser fiel a este propósito de vida.

¡María Auxiliadora, Madre de la Iglesia, me asista y me guíe!

Amén.